# Los hombres sin alas
Los hombres sin alas (en checo: Muži bez křídel) es una película de 1946 dirigida por František Čáp y escrita por Bohumil Stepánek. Estuvo protagonizada por Gustav Nezval y Eduard Linkers, y se basó en los incidentes producidos después del ataque del Tercer Reich y una fábrica de aviones. La película obtuvo el Palma de Oro en el Festival de Cannes .

## Sinopsis
Después de un ataque contra la guardia del Tercer Reich, la represión Nazi se intensifica, y el sabotaje organizado de la resistencia checoslovaca en una fábrica de avión conduce a tiroteos de la Gestapo. Ahora, el trabajador de la fábrica Petr Lom (Gustav Nezval) debe hacer una opción, tendrá que elegir si está preparado para sacrificar su vida, con tal de salvar a sus compañeros de trabajo.

## Reparto
- Gustav Nezval como Petr Lom.
- Eduard Linkers como Ullmann.
- Jiřina Petrovická como Jana.